# Svenska allmogemöbler

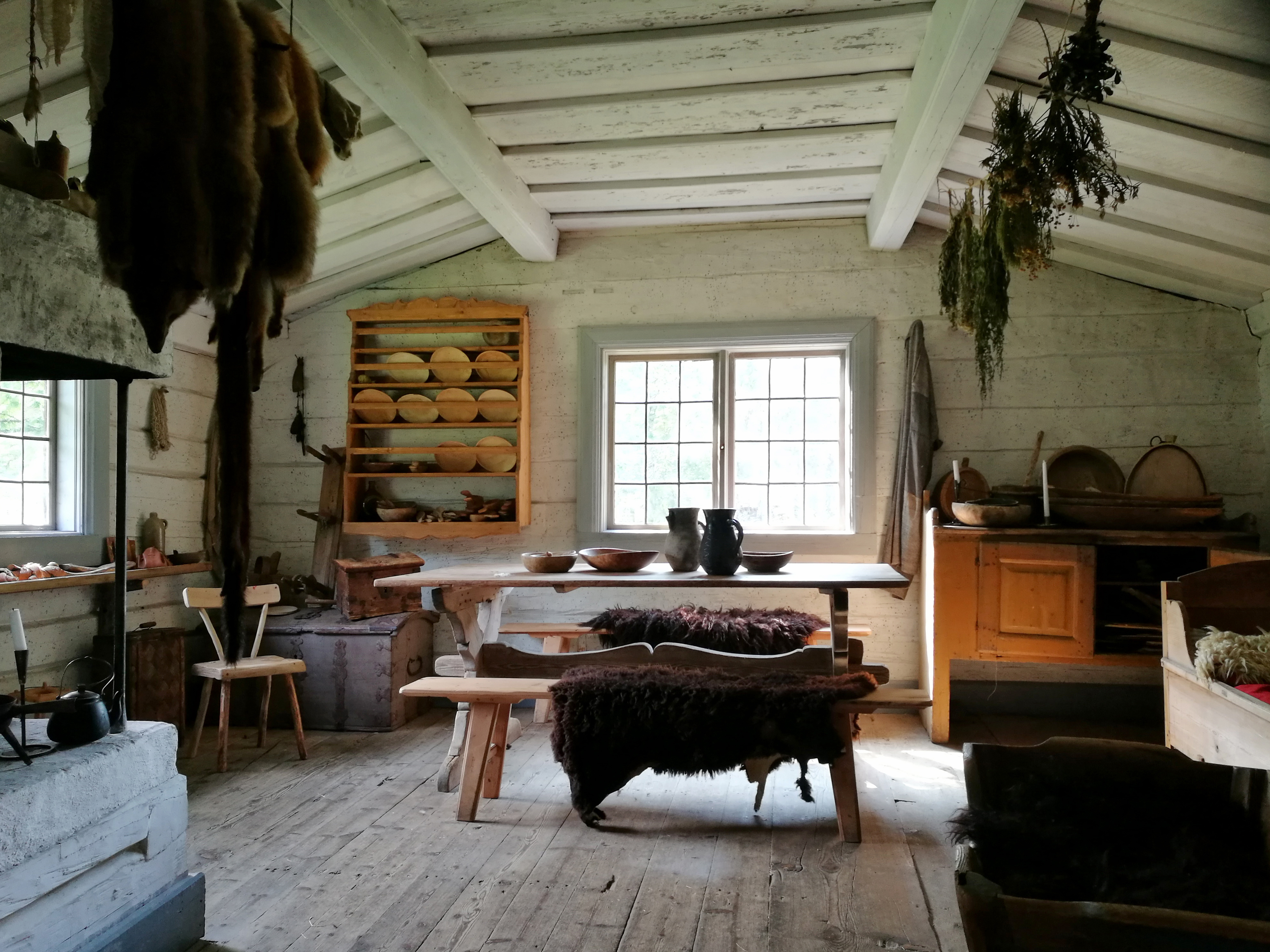
"Vardagsstuga" med öppen spis till vänster i bild. Från ett 1700-tals bostadshus.

Svenska allmogemöbler är möbler tillverkade för allmogen i Sverige. Varje region i Sverige hade sina egna lokala traditioner, vilket bidrog till en mångfald inom design och stil. Industrialismen fick sitt genombrott i Sverige under andra halvan av 1800-talet, vilket förändrade samhället inklusive möbelproduktionen och hur möblerna användes. 
Många av den gamla allmogens möbler finns bevarade på museer eller i privata samlingar. Möbleringen utvecklades parallellt med samhällsförändringar. Introduktionen av skorstenar och fönster hade en stor påverkan på hur möblerna användes. Det ledde till framväxten av nya mönster och stilar som anpassades för att passa den nya förhållandena i hemmen. Denna period innebar en övergångsfas då de traditionella möblerna mötte de nya behoven i det moderniserade bondehemmet.

## Bakgrund

### Begreppet allmogemöbler
Allmogemöbler omfattar en stor bredd av möbler kopplade till både välbeställda och fattigare familjer tillhörande den svenska allmogen. Kring sekelskiftet 1800 när kulturyttringen var utbredd bodde nio av tio svenskar på landsbygden. Till besläktade uttryck räknas folkkonst och provinskonst, där det senare dels antyder en koppling till landsbygden och dels genom begreppet provinsmöbler är nära kopplat till hantverkare i provinsstädernas skrån, vilket har bidragit till att allmogemöbler kommit att användas som samlingsbegrepp för den svenska landsbygdens möbelkultur.

### Hustyper och rum
Allmogens bostadshus har indelats i olika hustyper som varit olika vanliga i olika delar av landet. Till dem räknas enkelstugan, parstugan, högloftsstugan och skånelängan. I mitten av 1800-talet började de rikare bönderna bygga större bostäder med "sexdelad planlösning" som bestod av två rader med tre rum vardera. Mindre välbeställda bönder och andra fattiga bodde fortsättningsvis i de gamla stugorna och längorna.
Gemensamt för de gamla stugorna var den så kallade "dagligstugan" eller "vardagsstugan", vilket avser det stora rum där eldstaden låg. I rummet skedde både själva matlagningen och serveringen av maten. Det var också i detta uppvärmda rum där man sov och ägnade sig åt diverse nödvändiga hantverk, inklusive textilslöjd. Såväl bondens familj som pigor och drängar brukade ha sina sängplatser i vardagsstugan, åtminstone under vintern. I vissa delar av landet flyttade man till särskilda sommarbostäder, och annars så flyttade de unga sina sovplatser till höskullen eller fäbodar. Först under 1800-talet blev separata kök vanligare och då företrädesvis i södra Sverige. Uppfinnandet av kakelugnen 1767 påverkade främst högreståndsmiljöer, men i södra Sverige bidrog sättugnarna som kunde värma upp flera rum till införandet av separata sängkammare.
I norra Sverige var det vanligt med finrum kallade "herrstugor" eller "gäststugor", vilka kunde ligga i ett eget hus eller i själva parstugan på andra sidan av farstun gentemot vardagsstugan. När gårdarna under 1800-talet började byggas till med övervåning flyttades rummet oftast upp dit och kallades nu "sal". I södra Sverige förekom sådana finrum knappt före 1800-talet. Med tiden blev salarna utpräglade finrum som kunde möbleras med ståtliga gustavianska gästsängar. Fabrikstillverkade möbler bidrog även till att förändra finrummens karaktär genom att tränga ut de gamla målade furumöblerna.

### Möblering
Diagonal och symmetrisk möblering: Möbleringen var starkt influerad av de funktionella behoven i hemmet. Två huvudsakliga möbleringsstilar dominerade: den äldre diagonala möbleringen och den senare symmetriska möbleringen.
Diagonal möblering: Den äldre möbleringen innebar att möblerna placerades längs väggarna med en tydlig inriktning mot ugnen eller spisen, som var hjärtat i hemmet. Sängen placerades ofta längs den inre långväggen, medan det stora bordet placerades diagonalt mot ugnen. Denna möbleringsstil hade sin grund i den gamla traditionen med en eldstad placerad i mitten av rummet.
Symmetrisk möblering: Den senare möbleringen var symmetrisk och utvecklades när man införde bättre uppvärmning och använde stora bord som centrala möbler i rummen. I symmetrisk möblering placerades vanligtvis två sängar i varje hörn av rummet med ett bord mellan dem, ofta vid fönstret. Denna möbleringsstil var mer i linje med den borgerliga inredningen  och kunde ses som en följd av förbättrade uppvärmningsmöjligheter i hemmen. Med tiden ökade antalet möbler i bondehemmen. På 1700- och 1800-talet blev det vanligt att placera spisen och sängen i de mörkare hörnen, medan andra möbler som bord och bänkar ställdes framför fönstren. Under 1700-talet var det mer väggfast inredning i allmogens stugor. Man sov i väggfasta sängar och för att få rum med så många sängplatser som möjligt. I stugans äldre tid fanns få flyttbara möbler, som kubbstol eller arbetspall. Men mot 1700-talets slut och under 1800-talet blev det allt vanligare med de väggfasta bänkarna byttes ut mot stolar, de väggfasta sängarna mot utdragssängar och det stora långbordet mot slagbord, som kunde fällas ihop när man inte behövde det.

## Materiel och tekniker

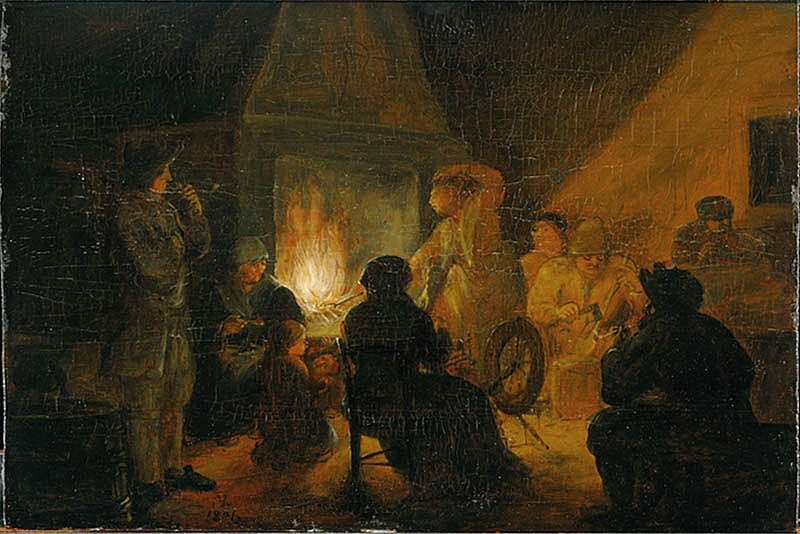
Interiör av en småländsk bondstuga. Målning av Pehr Hörberg, 1801.

Trä var hjärtat i möbeltillverkningen i svenska bondehemmen. Lokala hantverkare använde furu, ek och björk och skapade möbler för hand med enkla verktyg som yxor och sågar. Varje möbel bar på en unik prägel av handgjort arbete. På landsbygden, särskilt i Halland, Småland och Dalarna, växte möbeltillverkningen fram som en lokal hantverkstradition. Bönder och bysnickare skapade möbler som speglade den nära kopplingen till naturen och det dagliga livet. Trots att möblerna hade en enkel design, var snickarna öppna för att införliva tidens trender. Detta ledde till en blandning av en enkel charm och sofistikerad stil. Auktionsköp spelade en stor roll i att sprida finare möbler från stad till land.

## Stilar och design
Innan industrialismen präglades möbler i svenska bondehem av enkelhet och praktikalitet. De hade inte dekorerats i någon större utsträckning utan var främst utformade för att vara användbara och hållbara. De olika regionerna i Sverige kunde ha sina egna lokala variationer av möbler baserat på tillgängliga material och traditionella tekniker. Sådana särdrag är av värde vid senare bedömning av en möbels geografiska ursprung och ålder.
Redan tidigt uppstod en omfattande salutillverkning av möbler på landsbygden, särskilt i Halland, Småland och Dalarna. Under 1800-talet utvecklades en möbelindustri från dessa traditioner.

## Typer av möbler

### Säng

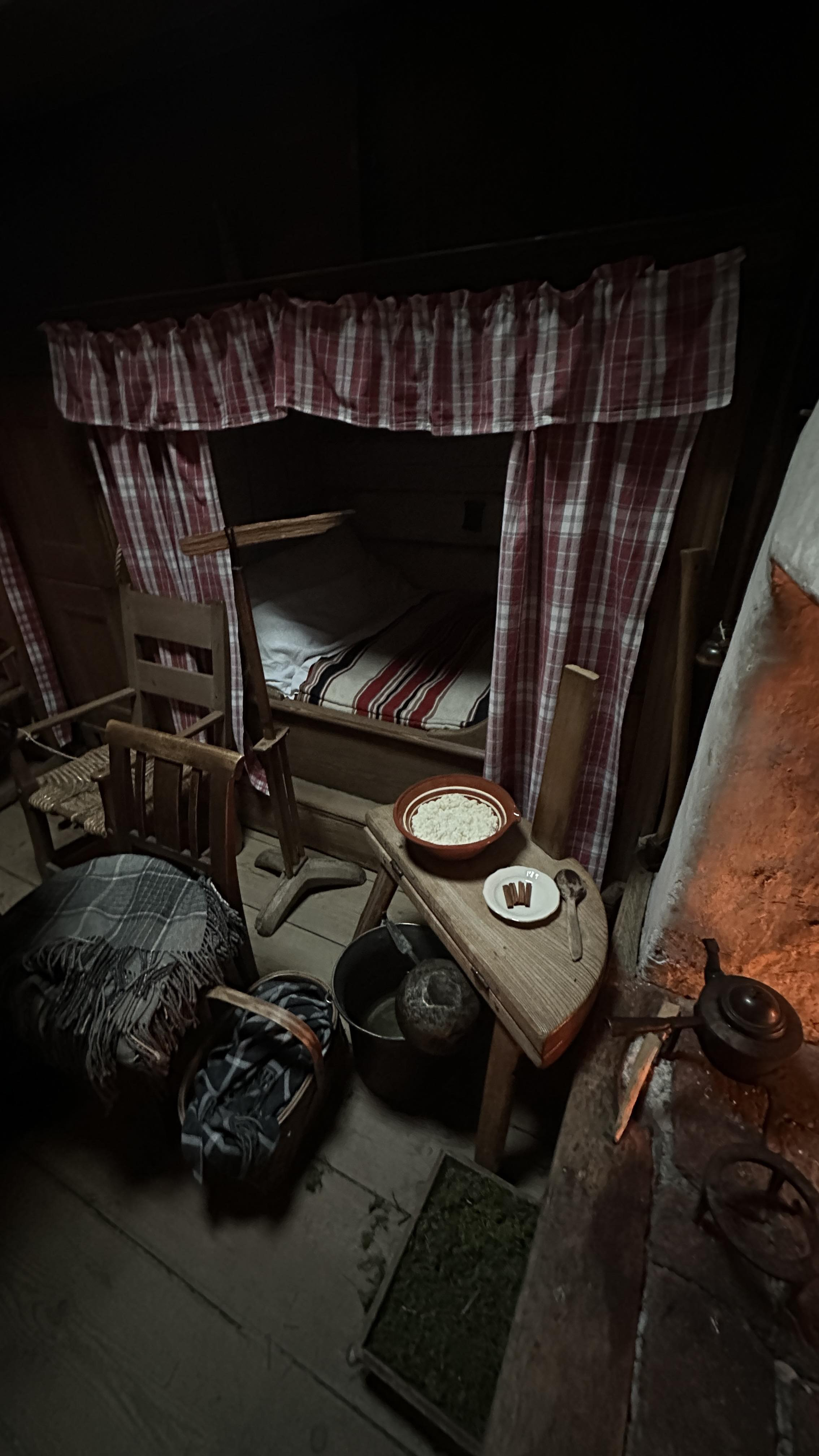
Inbyggd säng - Oktorpsgården

I eldhusen i övre Dalarna finns endast lavar, vilka fungerar både som sängar, sittplatser och arbetsbänkar. Liknande enkla sängplatser finns bevarade på många håll runt om i Sverige och hela Norden. Övergångsformer mellan dessa och tvillingsängen är också vanliga. Tvillingsängen består fortfarande av en enkel lave, men den har försetts med en bräda för att avgränsa sängen ut mot rummet, och delats in i två bås med en upprättstående stolpe. En tidig variant som möjligen härrör från medeltiden härrör från Malung. En variant i två våningar förekommer i centrala Dalarna men har förekommit även i Västmanland, nordvästra Uppland, inre delarna av Värmland och på Gotland. Annars har tvillingsängarna varit den normala möbleringen i Dalarna, Västmanland, Gästrikland, Uppland samt inom vissa härader i Halland, Småland och Skåne. Enstaka exempel finns även i andra landskap. Ståndssängar, fristående sängar, har även förekommit tidigt, de förekommer i Tyskland och Frankrike under romansk tid, och fyndet från Osebergsskeppet visar att de förekommit i Norden. De har dock varit ovanliga. Ålderdomligaste formerna utgör korgsängarna, flätade sängar med sex eller åtta ben som förekom i Östergötland, Södermanland, Närke, Uppland, Västmanland och Södra Dalarna. Typen föll dock ur modet redan på 1700-talet. Även andra former av lådformiga ståndssängar har förekomit. Särskilt i Skåne har en typ av ståndssängar i medeltida form varit vanlig. Ett mellanting mellan ståndssängarna och dubbelsängarna utgör de inbyggda sängarna, som utgör en yngre variant, de bevarande sängarna härrör huvudsakligen från 1700- och 1800-talet. Lucksängarna är en variant där luckor kan stängas om sovplatserna, de förekommer främst i delar av Norrbotten och Värmland, men även enstaka exempel i Dalarna, Uppland, Härjedalen och Ångermanland. Bevarade exemplar härrör från 1700- och 1800-talet. En liknande variant av tvillingsängar med skåp ovanför förekommer främst i Halland, Västergötland, Gästrikland, Ångermanland och Dalarna. En annan variant är Skåpssängarna med ett skåp inbyggt i sängens gavel. De förekommer i hela Sverige men är vanligast i Dalarna, men även tämligen vanliga i Härjedalen och Jämtland.
En variant som varit sällsynt är fristående stolpsängar för att hänga upp förhängen och himmelssängar som även har en baldakin upptill för att fästa dessa förhängen. De har av allt att döma förekommit tidigt i Skandinavien, och fick spridda runt om i Sverige, men har varit sällsynta. En särskild variant av denna är sparlakanssängen, där en träram fästs i taket ovanför sängen varifrån sparlakan fästs. Typen förekommer främst i Blekinge, i östra Blekinge har kransen vanligen även fungerat som tallrikshylla. En liknande variant förekommer i Bohuslän, men även på sina håll på andra håll i Sverige.
Även Fållbänkar har gamla anor, och finns dokumenterade sedan 1500-talet, och har för förekommit i hela Sverige. Mot slutet av 1700-talet börjar de dock att ersättas av dragsängar eller "gustavianska sängar". Under 1800-talet börjar även "imperialsängen" att göra sitt intåg. I början avsågs en himmelsäng med sänggavlar. Vanligen placerades den traditionellt utefter väggen. Efterhand börjar begreppet användas om alla fristående sängar med högre gavlar. Ända in på 1900-talet dominerade hos allmogen seden att placera sängarna efter stugornas väggar.
Sängarna fylldes vanligen med halm eller hö. Någon madrass användes inte, i stället lades en "underbreda" ovanpå halmen, denna var ofta vävd i grovt garn med trasor som inslag, liknande senare tiders trasmattor. Som täcke användes ofta fårskinnsfällar eller ryor. I Sydsverige och på Gotland användes ofta i stället ett över- och underbolster stoppat med fjädrar. Kuddar stoppade med fjädrar har förekommit även på andra håll, i norra Sverige har även kuddar stoppade med ren- eller älghår, ängsull och liknande förekommit. Kuddarna var oftast mycket långsmala. I slutet av 1800-talet blev vita bomullstäcken vanliga som överkast.
Den begränsade tillgången innebar att man delade sängar med småsyskon eller arbetskamrater. I Halland fanns smala trappor som ledde till utrymmen ovanpå ugnen, avsedda för äldre familjemedlemmar. Att sova flera personer i samma säng var vanligt, särskilt när kylan var påtaglig. Sängkläder som lakan användes redan under medeltiden och var en statussymbol och linne användes även flitigt.. Vidare började utdragssängar användas i bondestugorna efter förebild av herrgårdar. Utdragssängen var praktisk i den trångbodda stugan eftersom den drogs ut på natten och kunde rymma fler personer på 1800-talet.

### Bord

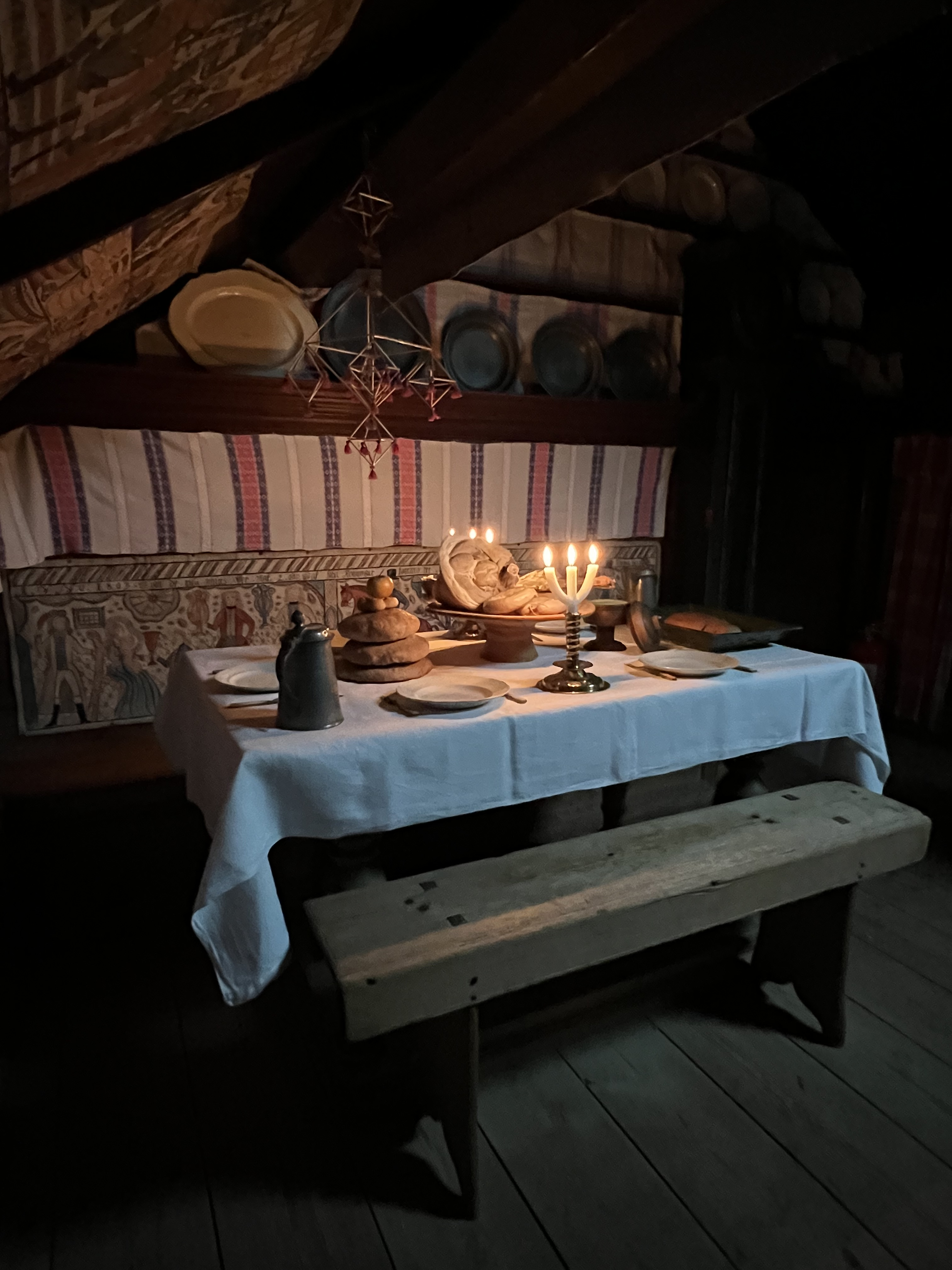
Stort matsalsbord i Oktorpsgården

Den dagliga måltiden runt ett gemensamt matbord ansågs länge som en social del i det svenska bondehemmet, utvecklingen av dessa bord var en lång process. Ursprungligen kopplade till festliga tillfällen var långborden vanliga och bestod ofta av lösa skivor och underreden. Under 1600-talet blev fasta underreden och sarg vanligare, särskilt i södra och västra Sverige. Skiftet från långbord till slagbord under de sista årtiondena av 1700-talet innebar en övergång till en mer praktisk och utrymmesbesparande möbel. Slagbordet kunde hängas vertikalt när de inte användes. På 1800-talet introducerades runda bord med utdragsskivor för festliga tillfällen. Borddukar som vita linneborddukar blev vanliga i mer välbärgade bondehem under 1800-talet.

### Stol
I bondehemmen användes ursprungligen främst väggfasta bänkar som sittplatser längs väggarna. Även flyttbara bänkar har förekommit, och åtminstone från 1500-talet har vändsäten varit vanliga längs bordets sida in mot rummet, vilket möjliggjorde att man kunde sitta med ryggstöd både vänd mot bordet och ut mot stugan. Utformningen antyder att typen förekommit redan under medeltiden. Även fållbänkar som alternerade som sovplatser var vanliga vid bordet. Dragsofforna var vanligen för höga för att lämpa sig som sittplatser vid bordet och placeras i andra rum när de introduceras i slutet av 1700-talet. Från början av 1800-talet blir soffor kopierade efter stilmöbler bli vanligaree i bondehemmen
På bordets kortsida hade husbonden vanligen sin plats i ett högsäte, som är den första möbeln som utgör en egentlig stol. Kubbstolen eller gubbstolen. Först under 1700-talet blir flyttbara stolar mer vanligt brukade. I Småland, Skåne och Blekinge har stolar med tre ben levat kvar i folklig miljö långt efter att de blivit omoderna i högreståndsmiljö.

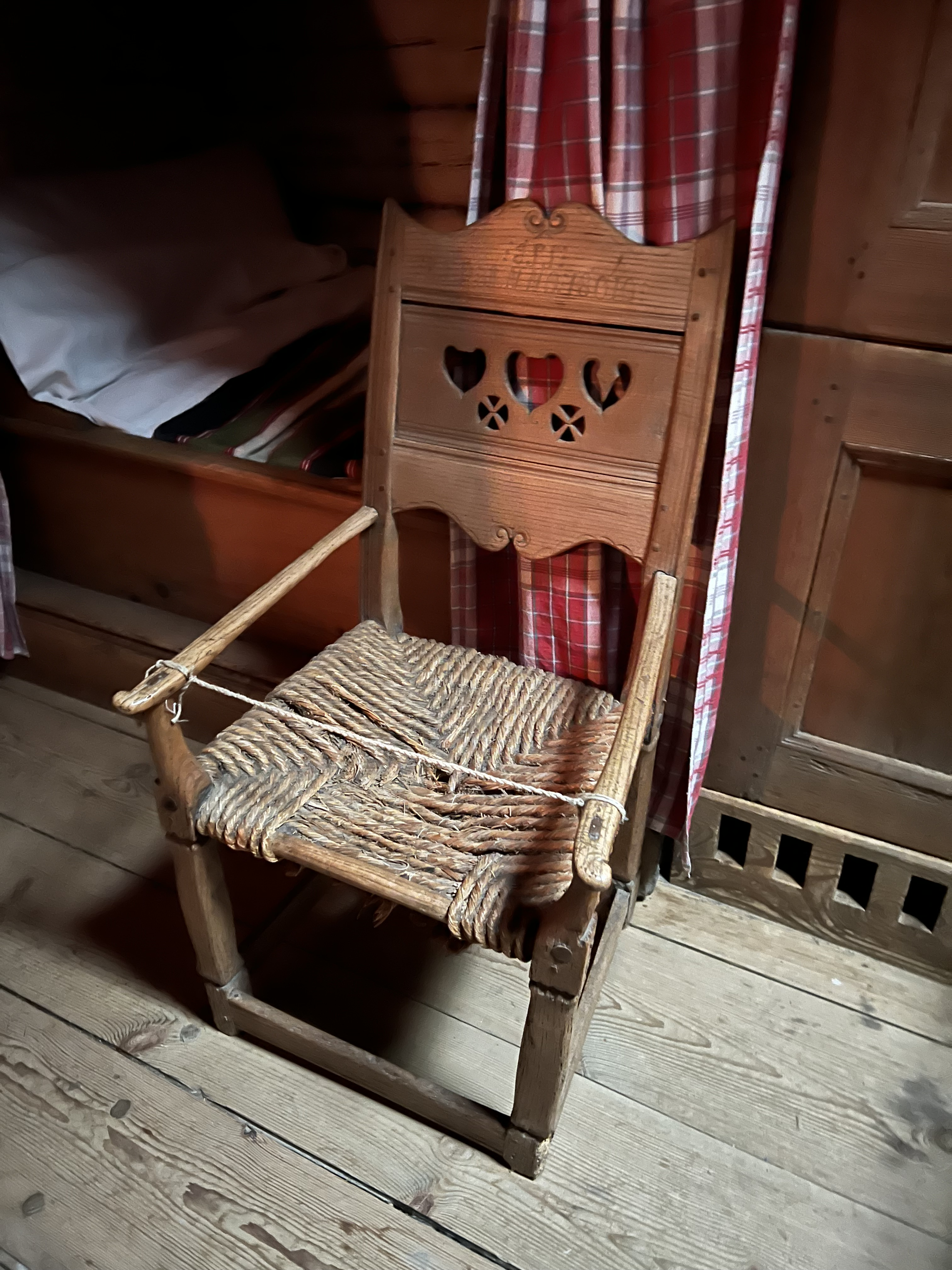
Stol i Oktorpsgården på Skansen
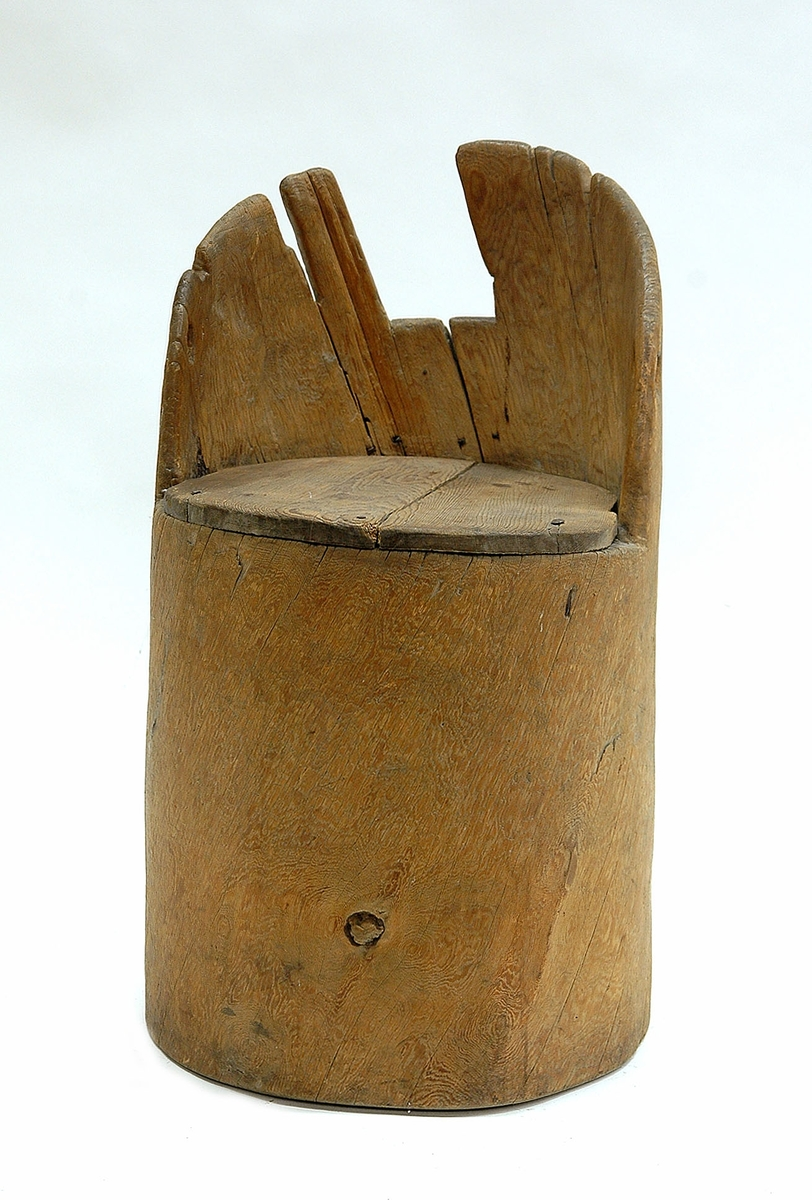
Kubbstol
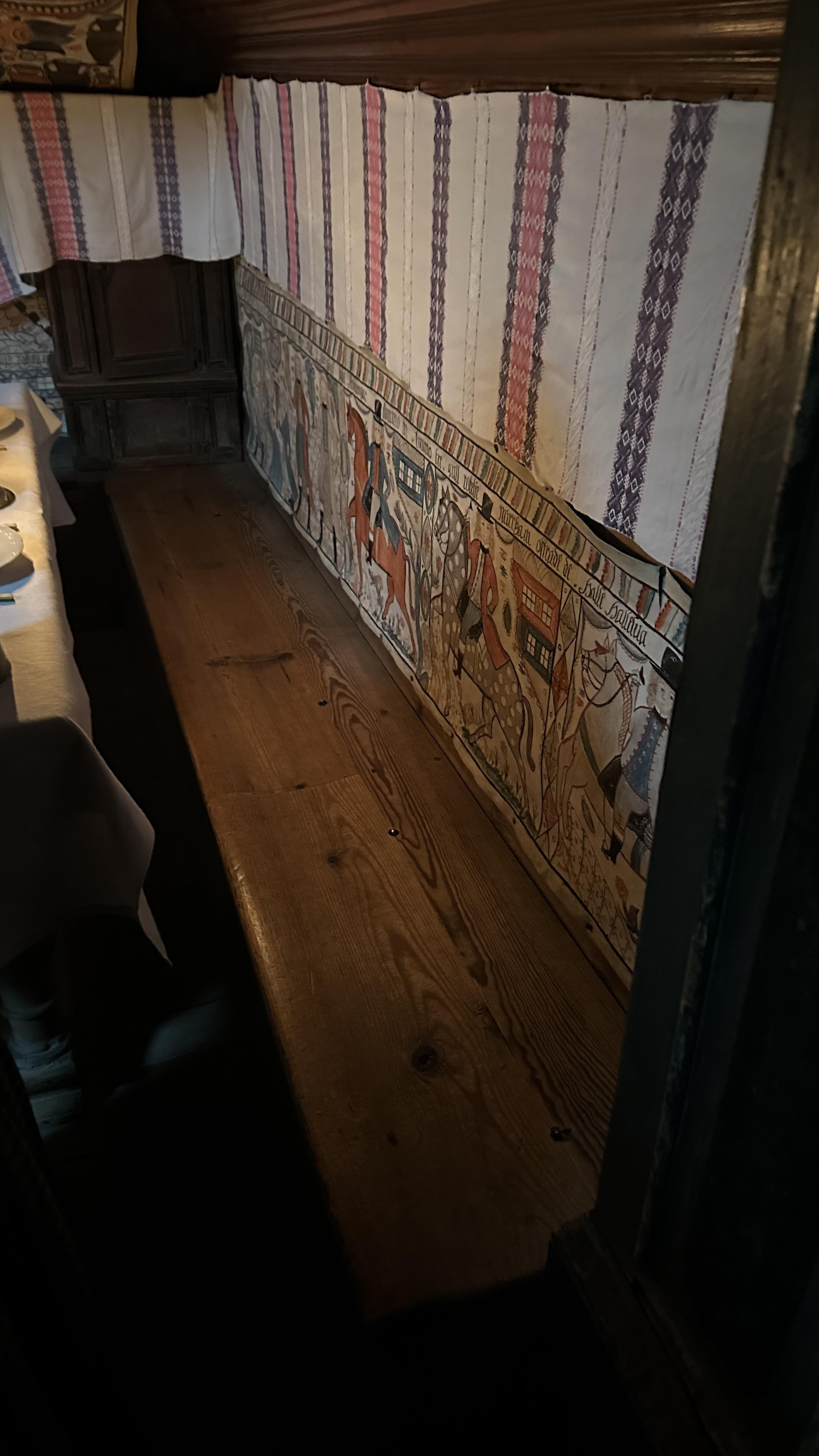
Väggfast bänk i Oktorpsgården på Skansen

## Skåp och förvaring

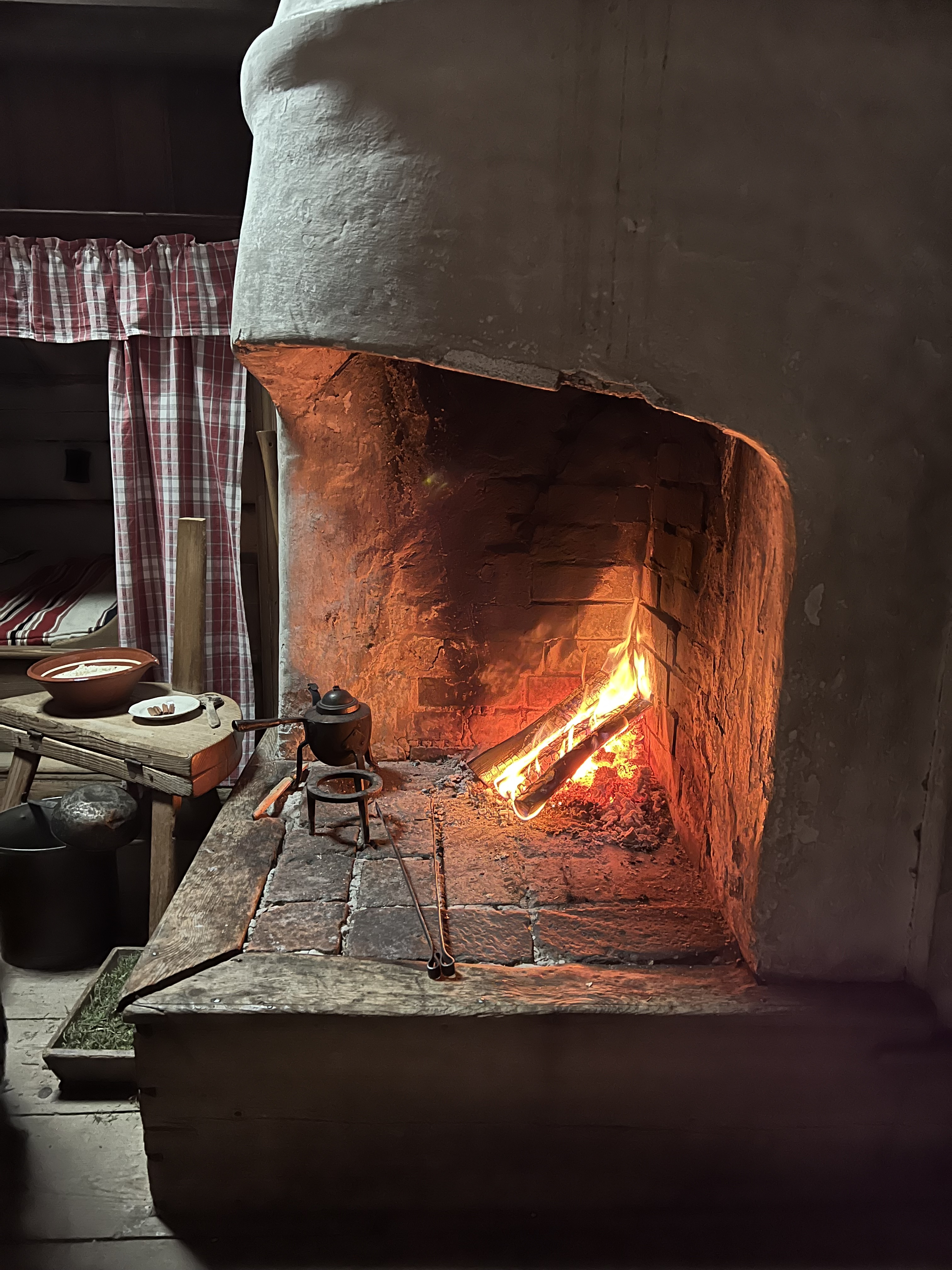
Eldstad i Oktorpsgården

Skåp och kistor var oumbärliga möbler för förvaring av kläder, matvaror och andra hushållsartiklar. De kunde vara enkla i designen eller dekorerade med sniderier och målningar.

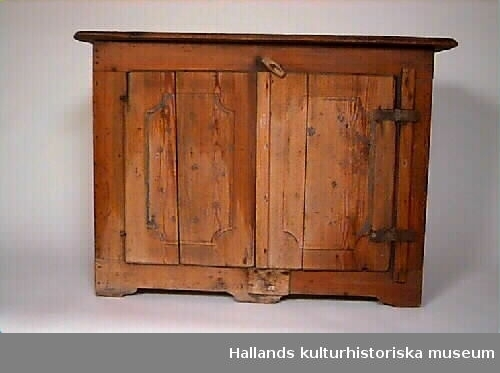
Skåp, Hallands kulturhistoriska museum

### Kistor
Kistornas funktion var mångsidig och genomgick förändringar över tid. Ursprungligen användes kistor för att lagra en rad olika föremål, inklusive spannmål, mat, sängkläder, silver och andra värdesaker. Deras design var en blandning av en praktisk förvaring och en konstnärlig utsmyckning.

### Köket
Köket var centrum i det svenska bondehemmet. Fram till mitten av 1800-talet var kökets hjärta den öppna spisen, en plats för matlagning, bakning och en källa till värme och ljus under de kalla årstiderna. Många spisar hade fördjupningar i eldstaden där träkol användes som värmekälla. För att underlätta matlagningen och för att förvara köksredskap användes stadiga bord med robusta trä-eller stenskivor. Dessa bord, placerades mitt i köket eller längs väggarna och var praktiska arbetsytor. Vattnet för hushållet lagrades i tunnor, medan matvaror förvarades i skåp, skafferier eller källare. Under äldre tider var köket ibland en separat byggnad för att minimera brandrisken, och i större stenhus placerades köket ofta i bottenvåningen vid norra gaveln för att hålla matvaror svalna.

### Salen
Det största rummet i hemmet, var avsedd att vara matsal och en plats för sammankomster och festligheter. Möblerna var flexibla och praktiska, med matbord som hade fällbara skivor och gångjärn, kända som slagbord. Vita linnedukar täckte bordet, och porslin från Kina eller lokala fabriker användes vid måltider. Stolarna var en blandning av lädersenbarocktypen och sjögräs-eller rottingflätade styrstolar.

## Svenska allmogemöbler som studieobjekt
Studier av svenska allmogemöbler har innan millennieskiftet huvudsakligen bedrivits inom folklivsforskningen och etnologin. Högreståndsmiljöernas möbelkultur kan från åtminstone 1500-talet och framåt indelas i ett antal gemensamma stilperioder som renässans och barock, vilka följer de kulturella strömningar som varit gällande på kontinenten. Inom allmogemiljön har olika stildrag snappats upp och införlivats i den lokala möbelkulturen vid olika tillfällen i olika bygder, vilket gör att det inte går att fastställa någon tydlig nationellt enhetlig kronologi.